# سلول گیلبرت
در الکترونیک، سلول گیلبرت نوعی مخلوط‌کننده است که سیگنال‌های خروجی تولیدی متناسب با حاصل‌ضرب دو سیگنال ورودی است. چنین مدارهایی بطور گسترده برای تبدیل فرکانس در سیستم‌های رادیویی استفاده می‌شوند. مزیت این مدار این است که جریان خروجی ضرب دقیق جریان‌های بیس (تفاضلی) هر دو ورودی است. به عنوان یک مخلوط‌کننده در عملکرد متعادل آن بسیاری از ضرایب مخلوط‌شده ناخواسته را از بین می‌برد و منجر به خروجی «تمیزی» می‌شود.
این یک مورد کلی از یک مدار برای اولین بار توسط هوارد جونز در سال ۱۹۶۳ استفاده می‌شود، در سال ۱۹۶۷ توسط بری گیلبرت به‌طور مستقل و بزرگ تکمیل شد. این در واقع نمونه‌ای خاص از طراحی "انتقال‌خطی"، یک روش حالت-جریان برای طراحی مدار آنالوگ است. خاصیت خاص این سلول این است که جریان خروجی تفاضلی یک ضرب جبری دقیق از دو ورودی تفاضلی آنالوگ آن است.
| هوارد جونز، ۱۹۶۳ | گیلبرت، ۱۹۶۸ (بتای مستقل) | گیلبرت، بعداً (وابسته به بتا) |